# Пармський монастир
«Па́рмський монасти́р», або «Па́рмська оби́тель» (фр. La Chartreuse de Parme) — третій і останній завершений роман французького письменника Стендаля, опублікований у 1839 році. Сюжет твору описує життя молодого аристократа Фабріціо дель Донго на тлі придворних інтриг Пармського князівства.

## Історія
У пошуках потужних і чистих пристрастей Стендаль у 1830-ті роки не раз звертався до сюжетів епохи чинквеченто. Він публікував у періодичних виданнях романтичні історії про пригоди реальних італійців XVI століття під назвою «Італійські хроніки». У 1839 році Стендалю спала думка об'єднати деякі пригоди Бенвенуто Челліні і Алессандро Фарнезе в одному оповіданні, а дію перенести в задушливу епоху реставрації, що послідувала за поваленням Наполеона.
Твір було написано під час приїзду в Париж у великому поспіху, всього за 52 дні (з 4 листопада по 26 грудня 1838 року), хоча у передмові автор зазначив, що написав його в 300 льє від Парижа (натяк на Парму) і датував 23 січня 1839 року. Про процес написання роману відомо з листа Стендаля до Бальзака, в якому автор «Пармського монастиря» писав: « диктую двадцять п'ять або тридцять сторінок… наступного ранку я мушу все забути; коли я читаю три-чотири сторінки учорашньої глави, в моєму уявленні виникає сьогоднішня».

## Сюжет
У початкових розділах описується захват, з яким жителі півночі Італії зустріли навесні 1796 року французів, які звільняли їх від тяжкого ярма Габсбургів. Юний аристократ Фабріціо дель Донго, дізнавшись у 1815 році про повернення Наполеона з острова Ельба, залишає замок батька-реакціонера, що стоїть на березі озера Комо, і поспішає до Бельгії, щоб на боці свого кумира взяти участь в битві під Ватерлоо.
Після повернення на батьківщину Фабріціо переслідують як зрадника і вільнодумця. За порадою таємно закоханої в нього тітки, герцогині де Сансеверина, Фабріціо приймає рішення зробити кар'єру в церкві, хоча не відчуває до цього справжнього покликання. Маленький двір пармського герцогства, де одну з перших скрипок грає граф Моска — коханець і майбутній чоловік герцогині де Сансеверина, вирує інтригами. Перш ніж зайняти в Пармі посаду архієпископа, Фабріціо вбиває суперника в поєдинку за увагу однієї актриси і виявляється в ув'язненні в неприступній фортеці, де його рятує від вірної загибелі закохана в нього Клелія Конті, дочка коменданта.
Відносини Фабріціо і Клелії тривають і після того, як молода людина стає прелатом, а дівчина вступає в шлюб. Смерть їхнього сина, а потім і самої Клелії змушують Фабріціо залишити свій пост і віддалитися в картезіанський монастир під Пармою, де він і закінчує своє недовге, але повне пригод життя.

## Аналіз твору

### Новаторство
Батальні сцени на початку роману відкривають нову сторінку в історії світової літератури. Війна показана Стендалем у всій своїй абсурдності очима молодика, який не може зрозуміти, що відбувається. Новаторство Стендаля першим розгледів Бальзак, який писав в 1840 році:
|  | В останньому своєму шедеврі Бейль… не взявся за повний опис битви під Ватерлоо, він пройшовся ар'єргардом і дав два-три епізоди, які малюють поразку наполеонівської армії, але настільки потужний удар його пензля, що думка наша йде далі: око охоплює все поле битви і картину великого розгрому. |

Ці сцени справили сильне враження на Льва Толстого, який розвинув і поглибив стендалевський метод при роботі над епопеєю «Війна і мир». Толстому приписують визнання: «Я більше, ніж хто-небудь інший, багато чим є зобов'язаний Стендалю. Він навчив мене розуміти війну. Хто до нього описав війну такою, яка вона є насправді?» Разом з тим оповідна експозиція, до якої відносяться ці сцени, має мало спільного з подальшим розвитком подій при пармському дворі. З метою прискорення дії Бальзак рекомендував Стендалеві виключити з роману не тільки перші глави, але й останні, що змальовують долю Фабріціо після того, як він став головою пармської церкви.
Заперечення Бальзака викликав також легкий, імпровізаційний, часом навіть недбалий стиль роману, де мало описів і багато діалогів. Стендаль не описує характери своїх героїв як щось вже складене, а змальовує їх в процесі становлення, передаючи їхні слова і вчинки. Вільна форма роману привертає увагу до свободи як основної теми книги. Для Стендаля ясність викладу була важливіше вишуканого стилю: «Пишучи „Монастир“, я прочитував кожного ранку, щоб знайти належний тон, дві або три сторінки Цивільного кодексу» (з листа Бальзака).

### Сатира
Роман Стендаля стоїть біля витоків руританської традиції європейської літератури. За зауваженням Р. Джемса, сюжет книги нагадує стандартне лібрето комічної опери. На прикладі пармського двору Рануція Ернесто IV автор роману сконструював модель деспотії, яка, за словами Бальзака, в компактній формі дозволяє зрозуміти інтриги більш значного двору. Політичне протистояння лібералів і консерваторів, настільки характерне для Європи того часу, коли був написаний роман, зведено на карликовий рівень: «метушня ліліпутів» гарантує відмежування і сатиричний ефект.

### Романтизм
Сатиричний опис політичних інтриг при пармському дворі дозволяє деяким літературознавцям віднести «Пармську обитель» до реалістичного напрямку. У той же час від багатьох сторінок книги віє чистим романтизмом: молодий красень заточений в гірській фортеці, вікно камери закрите віконницями, в'язень бачить тільки небо, але примудряється вирізати у віконницях отвір, через яке за допомогою знаків (намальовані вугіллям на долоні літери) веде спілкування зі своєю коханою, а ночами спускає любовні послання вниз на мотузці. Їхня молода нерозсудливість, винахідлива відвага, життєрадісність, презирство до світської черні і якась особлива необтяженість життєвими турботами — все це породжує у сухувато-аналітичному стендалівському оповіданні, що виблискує тонкою дотепністю, зазвичай стримувану стихію романтики, різко відтінену блазнівським кривлянням придворних тупиць і паяців. Критики вказують і на дрібні неточності, яких припустився Стендаль: у творі фігурує карликова монархія Пармське князівство, яка насправді була герцогством; його трон обіймала дружина Наполеона Марія-Луїза Австрійська (у творі пармський принц — ідейний супротивник Франції); битва під Ватерлоо почалася об 11-й годині, а не о 5-й, як це подано Стендалем. Водночас, письменник детально точно подає опис фортеці, чий образ був списаний з замка святого Ангела у Римі, а також згадує про маловідомі історичні факти, як от народне повстання у Пармі, що відбулося 10 лютого 1831 року і призвело до втечі Марії-Луїзи.

## Екранізації
- «Пармська обитель» — французький фільм 1948 року, режисер Крістіан-Жак, в головній ролі Жерар Філіп.

- «Пармська обитель» — франко-італійський телесеріал 1981 року, режисер Мауро Болонині.

- Деякі сюжетні колізії роману обіграні Бернардо Бертолуччі в юнацькому фільмі «Перед революцією» (1964).